# Bankend
Bankend és un petit poble a la costa de Dumfries i Galloway, entre Glencaple i Ruthwell, al sud d'Escòcia, al costat del riu Lochar. A Bankend hi ha cinc granges i una església.